# Assemblea degli Esperti
L'Assemblea degli Esperti dell'Orientamento (in persiano مجلس خبرگان رهبری‎, Majles-e Khobregān Rahbari, ma più semplicemente مجلس خبرگان, Majles-e Khobregān, "Assemblea degli Esperti"), è composta da 88 membri eletti per 8 anni. Essa elegge e revoca il Rahbar (la Guida Suprema). Tuttavia, tutti i membri eletti direttamente dopo il processo di controllo da parte del Consiglio dei Guardiani della Costituzione devono essere approvati dalla Guida Suprema dell'Iran prima di ottenere l'adesione all'Assemblea degli Esperti.
Tutti i candidati all'Assemblea degli Esperti devono essere quindi approvati dal Consiglio dei Guardiani i cui membri sono, a loro volta, nominati direttamente o indirettamente dalla Guida Suprema. L'Assemblea è costituita da 88 Mujtahid che vengono eletti (dopo l'approvazione della Guida Suprema), da liste di candidati accuratamente controllati, secondo un sistema maggioritario secco, ogni 8 anni. Il numero di membri è variato dagli 82 eletti nel 1982 agli 88 eletti nel 2016. Le leggi vigenti prevedono che l'assemblea si riunisca per almeno due giorni ogni sei mesi.

## Storia
Istituita nel 1982, l'Assemblea si insediò l'anno successivo. 

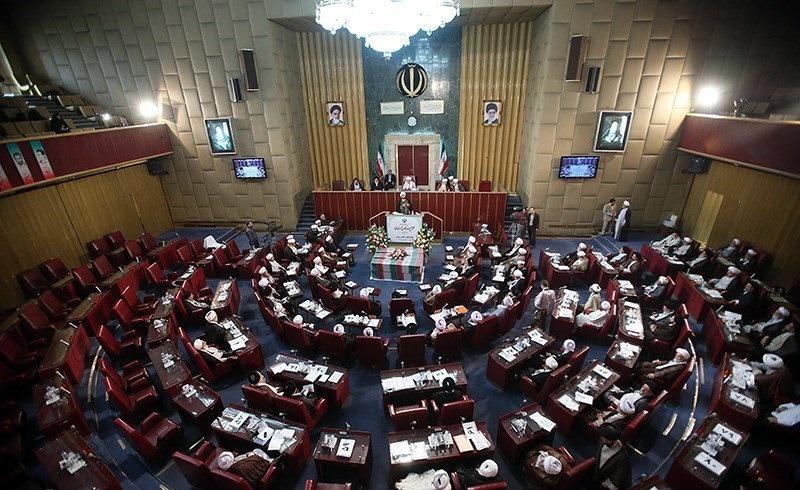
Sala interna dell'Assemblea degli Esperti

L'Assemblea non ha mai messo in discussione la stabilità della Guida Suprema. A causa del lungo dominio incontrastato di Ali Khamenei, molti ritengono che l'Assemblea degli Esperti sia diventata un corpo cerimoniale senza alcun potere reale. Il Presidente della Corte Suprema dell'Iran Sadeq Larijani, un incaricato di Khamenei, ha dichiarato che è illegale per l'Assemblea degli esperti supervisionare Khamenei.

### Cronologia assemblee
- Prima Assemblea degli Esperti (1983-1991)
- Seconda Assemblea degli Esperti (1991-1999)
- Terza Assemblea degli Esperti (1999-2007)
- Quarta Assemblea degli Esperti (2007-2016)
- Quinta Assemblea degli Esperti (2016–2024)
- Sesta Assemblea degli Esperti (2024-)

## Composizione
All'interno dell'assemblea degli Esperti sono presenti sei commissioni e un consiglio di presidenza (composto dal presidente, due vice-presidenti, due segretari e due assistenti). Quest'ultima viene eletta tramite voto segreto e resta in carica due anni.

## Ammissione dei candidati
- Candidati registrati e qualificati alle diverse elezioni dell'Assemblea degli Esperti[12]

| Elezione | N. C. Registrati | +/−     | N. C. Approvati | %     |
| -------- | ---------------- | ------- | --------------- | ----- |
| 1982     | 168              | Stabile | 146             | 86,90 |
| 1990     | 180              | 12      | 100             | 55,55 |
| 1998     | 396              | 216     | 160             | 40,40 |
| 2006     | 493              | 280     | 146             | 29,61 |
| 2016     | 801              | 305     | 166             | 20,72 |
| 2024     | 510              | 296     | 144             | 28,24 |